# جنيفر سميث
جنيفر سميث (بالبرتغالية: Jennifer Smith‏) هي معلمة موسيقى ومغنية ومغنية أوبرا برتغالية، ولدت في 13 يوليو 1945 في لشبونة في البرتغال.

## وصلات خارجية
- جنيفر سميث على موقع IMDb (الإنجليزية)
- جنيفر سميث على موقع ميوزك برينز (الإنجليزية)
- جنيفر سميث على موقع أول ميوزيك (الإنجليزية)
- جنيفر سميث على موقع ديسكوغز (الإنجليزية)